# Vision of Love
“Vision of Love” (traducido al castellano, «Visión del Amor») es una canción de la cantante estadounidense Mariah Carey, perteneciente a su álbum debut homónimo. Escrita por Carey y Ben Margulies, fue publicada el 15 de mayo de 1990 por la compañía discográfica Columbia Records como el sencillo debut de la cantante. Después de aparecer en la maqueta de Carey para Columbia, la canción fue regrabada y producida por Rhett Lawrence y Narada Michael Walden. “Vision of Love” cuenta con un tema downtempo, coros cantados por la misma Carey, y también presenta a su uso del registro de silbido. Líricamente, la canción describe una relación pasada y presente con un amante. Carey describe la «visión del amor» que soñaba, así como el amor presente que siente por él.
El video musical de la canción fue filmado en abril de 1990 por Bojan Bazelli. Cuenta con Carey en una gran catedral, donde medita y canta en una gran ventana tallada. “Vision of Love” fue interpretada en diferentes programas de televisión y ceremonias de premios, como The Oprah Winfrey Show, The Arsenio Hall Show y los Premios Grammy de 1991. También fue presentada en las giras musicales de Carey y figuró en diferentes álbumes, incluyendo su primer álbum en directo MTV Unplugged (1992) y los recopilatorios Number 1's (1998), Greatest Hits (2001), The Ballads (2008) y "#1 To Infinity" (2015).
“Vision of Love” fue elogiada por diversos críticos de música contemporánea. Mientras que la producción de la canción era típica del pop de la década de 1980, las voces no lo eran, siendo mucho más vistosas y expresivas en una gama más amplia de artistas populares de la época, como Paula Abdul y Debbie Gibson. Se ha acreditado con la popularización del uso del melisma en la música pop moderna y por inspirar a varios artistas a seguir una carrera en la música. The New Yorker llamó a “Vision of Love”  como la «carta magna del melisma» y la influencia de Carey en cantantes y concursantes de pop y R&B de American Idol. Además, la revista Rolling Stone dijo que «las cadenas de notas agitadas que decoran canciones como “Vision of Love”, inspiraron a toda la escuela vocal de American Idol, para bien o para mal, y prácticamente todos los demás cantantes R&B desde los años noventa». La canción logró la máxima posición en las listas de música en Canadá, Nueva Zelanda y los Estados Unidos, donde permaneció allí cuatro semanas.

## Antecedentes y grabación
A lo largo de 1986, Carey ya había comenzado a escribir música, mientras que estaba en la escuela secundaria. Después de componer una canción con su amigo Gavin Christopher («Once You Get Started»), Carey conoció a un joven baterista y compositor, Ben Margulies. Después de comenzar a conocerlo y convertirse en amigos, la pareja comenzó a pasar tiempo en el antiguo estudio del padre de Margulies, escribiendo material y componiendo nuevas canciones. En conjunto, la primera canción que compilaron fue titulado «Here We Go Around Again». Aunque la canción fue la primera composición de Carey, nunca se grabó. A medida que el año avanzaba, ellos habían compuesto siete canciones para la maqueta de Carey, donde se encontraba una versión en bruto y sin terminar de «Vision of Love». En una entrevista con Fred Bronson, Carey describió cómo conoció y comenzó a trabajar con Margulies: 

«Necesitábamos a alguien para tocar el teclado para una canción que hice con Gavin Christopher. Llamamos a alguien y no podía venir, así que por casualidad nos topamos con Ben. Ben llegó a la reunión, y en realidad no puede tocar el teclado muy bien ya que él es realmente es un baterista, pero después de ese día, nos mantuvimos en contacto».
Mariah Carey.

Después de conocer a Brenda K. Starr y ser presentada a Tommy Mottola, el futuro jefe de Sony Music Entertainment, la canción fue regrabada en un estudio profesional, con la asistencia de dos productores. Carey voló a Los Ángeles para trabajar con Rhett Lawrence, uno de los principales productores del álbum. Después de escuchar la versión original de la canción, Lawrence la describió como tener una «especie de confusión de los 50s». Después Carey acordó modificar la canción, Lawrence contemporizó su tempo. «Vision of Love» se grabó en los estudios Skyline en Nueva York, y contó Lawrence en el teclado, Margulies en la batería, el bajista Marcus Miller, Ren Klyce en la batería y el guitarrista Jimmy Ripp. Lawrence tomó la voz de Carey de la versión original de la maqueta, y la utilizó como la voz de fondo para versión final de la canción. Después de la adición de diferentes instrumentos para la canción, Lawrence y Narada Michael Walden produjeron «Vision of Love».

## Composición

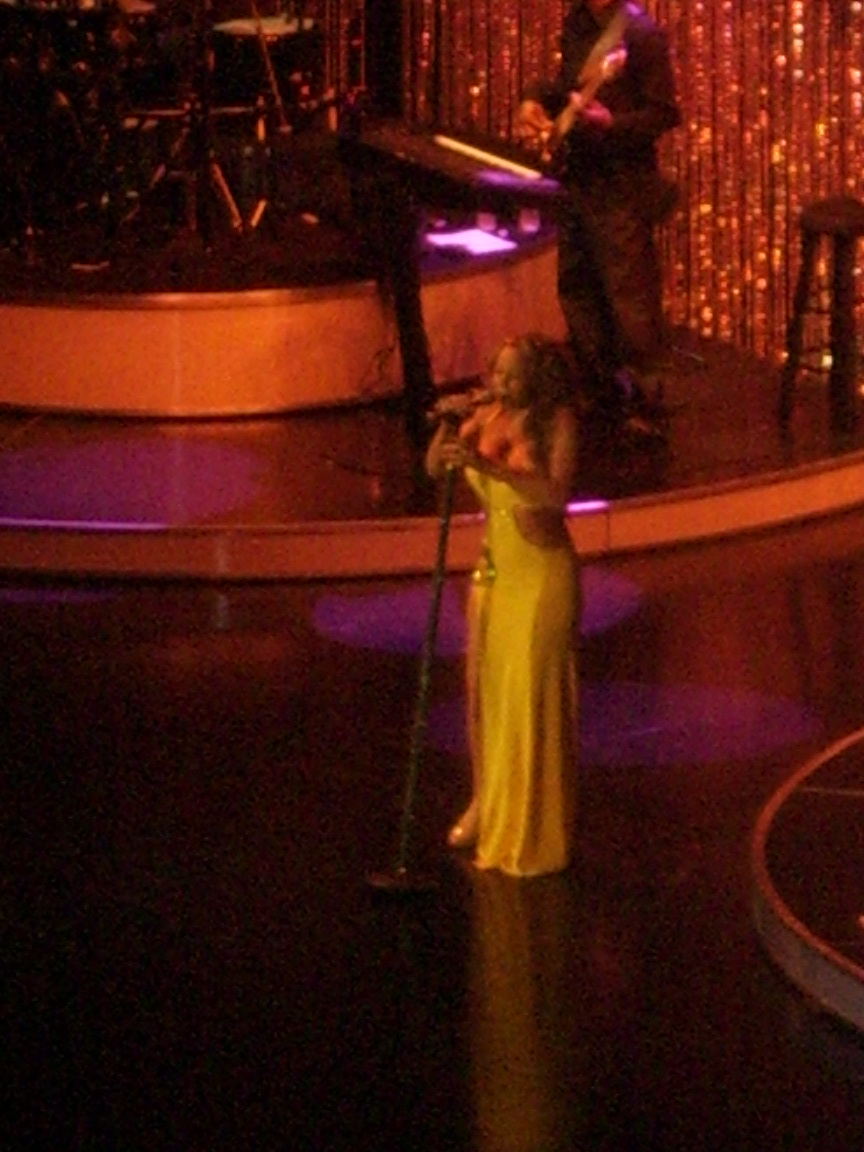
Carey interpretando «Vision of Love» durante The Adventures of Mimi Tour.

### Música
«Vision of Love» es una canción de amor con influencias de pop, góspel, soul y R&B. Incorpora coros pesados durante el puente y cuenta con el uso del registro de silbido de Carey y melisma. El autor Chris Nickson describió la canción y la voz: 

«['Vision of Love'] fue la introducción perfecta a su voz. Con un ideal tempo lento de baile, se las arregló para hacer pivotar, con voces de fondo de Mariah (a sí misma) respondiendo a su voz. En el estribillo final, su voz voló hacia las notas altas de marca registrada antes de que los instrumentos la abandonaran, dejando a Mariah cantar a su manera el clímax del tono».
Chris Nickson.

De acuerdo con la partitura publicada en Musicnotes.com por Sony/ATV Music Publishing, «Vision of Love» está compuesta en la tonalidad de do mayor en un tempo común. El rango vocal de Carey se extiende desde la nota baja mi♭3 a la nota alta de silbido do7. La cantante y Margulies escribieron la letra y la melodía, mientras que Miller, Klyce y Ripp se encargaron de la instrumentación. Lawrence y Walden produjeron la canción, que en gran medida se desvió de su versión original en la maqueta de Carey. Michael Slezak de Entertainment Weekly escribió con respecto a la instrumentación y la voz de la canción: «A partir de la apertura de sintetizadores al estilo de ciencia ficción a esa firma de nota alta de silbato de perro, el primer sencillo de Mariah es inspirador: Incluso la gente que se oponen a sus marcas registradas de excesos vocales son difíciles de criticar para esta canción conmovedora, la canción con toques de gospel sobre la búsqueda de "lo que necesitaba"».

### Contenido lírico
La letra de la canción sujeta varias interpretaciones y relaciones sugeridas por los críticos. Algunos han señalado la relación entre Carey y Dios, mientras que otros señalan que tiene un amante. Carey ha citado a ambos; si bien ella afirma que tiene una conexión con su infancia y los obstáculos mientras crecía. Michael Slezak escribió: «Aunque no está claro si ella está celebrando un amor secular o su relación con un poder superior, esta balada exuberante es una experiencia de sonido casi religioso». En una entrevista con la revista Ebony en 1991, Carey habló de la letra y el éxito de la canción: 

«Consideré la letra: Prayed through the nights / Felt so alone / Suffered from alienation / Carried the weight on my own / Had to be strong / So I believed / And now I know I've succeeded / In finding the place I conceived (en español, "Oró por las noches / Nos sentimos tan solos / Sufría de alienación / Cargaba el peso por mi cuenta / Tenía que ser fuerte / Así que creí / Y ahora sé que he tenido éxito / A encontrar el lugar que concebí"). Bueno, sólo por ser joven no significa que no has tenido una vida muy dura. Ha sido difícil para mí, moverme tanto, tener que crecer por mi cuenta, básicamente, por mi cuenta, mis padres se divorciaron. Y siempre me sentí un poco diferente de los demás en mis barrios. Yo era una persona diferente - étnicamente. Y a veces eso puede ser un problema. Si miras de cierta manera todo el mundo dice: 'Muchacha blanca', y me voy, No, eso no es lo que soy».
Mariah Carey, 1991.

Según Nickson, Carey eligió expresar sus sentimientos más íntimos en sus canciones en lugar de deprimirse y amargarse por las penurias de su vida. «Tú tienes realmente que mirar dentro de ti mismo y encontrar tu propia fuerza interior, y decir: "Estoy orgulloso de lo que soy y quién soy, y yo sólo voy a ser yo mismo"».

## Recepción

### Crítica
«Vision of Love» ha sido elogiada por los críticos de música contemporánea por su contenido lírico, la voz, y el uso de melisma. Sin embargo también hubo comentarios acerca de la inspiración que brinda la canción a los concursantes de American Idol. En una revisión retrospectiva de los sencillos de Carey en 2005, Michael Slezak de Entertainment Weekly llamó a la canción «inspiradora» y felicitó a la utilización de Carey del registro de silbido en la canción. En 2006, Sasha Frere-Jones de The New Yorker nombró a la canción «la Carta Magna de melisma» y como sirve para influenciar a los cantantes de pop y R&B en American Idol. Además, la revista Rolling Stone dijo que «las cadenas que agitan de notas que decoran canciones como "Vision of Love", inspiraron a toda la escuela vocal de American Idol, para bien o para mal, y prácticamente todos los demás cantantes de R&B desde los años noventa». El crítico de la Slant Magazine Rich Juźwiak escribió: «Creo que ["Vision of Love"] era una visión del futuro mundo de American Idol». RJ de la misma publicación dijo: «La última mitad de "Vision Of Love" (empezando por el puente ceñido) es una serie de crescendos que llega tan intensa que otra Mariah tiene que intervenir para mantener el impulso». Además, RJ complementó el uso del registro de silbido en la canción y también señaló: «Y luego está la carrera vocal final que es más como una pista de montaña rusa. Si piensas que estos no son los clímax, ella te demuestra que están equivocados con su desenlace. Bill Lamb de About.com dijo que «"Vision of Love" es una de las mejores canciones de la carrera discográfica de Mariah [...] Se trata simplemente de una de las más impresionantes lanzamientos debut jamás hecho por un artista pop».

### Comercial
En los Estados Unidos, «Vision of Love» entró en el número 73 en el Billboard Hot 100, en su edición del 2 de junio de 1990, y alcanzó la máxima posición de la lista nueve semanas después. También quedó en el número seis de la lista de fin de año del Hot 100. También llegó al número uno en el Hot R&B/Hip-Hop Songs por dos semanas y el Adult Contemporary por tres. En agosto de 1990, la Recording Industry Association of America (RIAA) certificó con disco de oro a la canción por 500 000 ejemplares vendidos. En Canadá, la canción logró un éxito similar. En al lista de sencillos proporcionada por la revista RPM, «Vision of Love» debutó en el número 75 el 7 de julio de 1990. Llegó a la cima de la lista ocho semanas después, además permaneció 17 semanas en la lista. En la lista anual de ese año, la canción estuvo en la octava posición. En Australia, «Vision of Love» entró en el número 45 el 12 de agosto de 1990 en el ARIA Top 100 Singles Chart. Llegó hasta el número nueve, y pasó un total de 15 semanas antes de salir de la lista el 25 de noviembre. Asimismo, la Australian Recording Industry Association la certificó con disco de oro, lo que denota la venta de 35 000 unidades del sencillos en ese país.
En Países Bajos, la canción entró en la lista de sencillos en el número 99 durante la semana del 14 de julio de 1990. Pasó un total de 17 semanas en la lista y llegó hasta la octava posición por dos semanas en septiembre del mismo año. También entró en la lista de sencillos de Francia en el número 39 el 11 de noviembre del mismo año. Alcanzó el número 25 y permaneció 14 semanas en la lista. «Vision of Love» alcanzó la máxima posición en Nueva Zelanda por dos semanas consecutivas en la lista de sencillos de ese país. Tras 24 semanas en el conteo, la canción recibió la certificación de disco de oro por parte de la Recording Industry Association of New Zealand (RIANZ) por 7 500 copias vendidas. En el Reino Unido , la canción entró en el UK Singles Chart en el número 74 en la semana del 4 de agosto de 1990. «Vision of Love» alcanzó el número nueve en su séptima semana y duró un total de 12 semanas en la lista. De acuerdo con MTV UK, la canción ha vendido 170 000 copias en el Reino Unido.

## Premios y reconocimientos
«Vision of Love» recibió tres nominaciones en los Premios Grammy de 1991: grabación del año, canción del año y mejor interpretación vocal pop femenina, ganando la última. Adicionalmente, la canción fue galardonada con en los Premios Soul Train Music como mejor sencillo R&B/Soul, femenino, y canción del año en los Premios BMI Pop, ambos en 1991. Devon Powers de PopMatters declaró que durante la publicación del álbum Greatest Hits de Carey que «los grandes éxitos de Mariah se mueven cronológicamente a través de ese notable carrera, comenzando con "Vision of Love", el sencillos de 1990 que introdujo a la cantante a la fama instantánea. Aun así, después de tantos años y canciones, está entre lo mejor de ella, si no el mejor—un testimonio sencillo de los tubos [cuerdas vocales] increíbles que le dieron un lugar permanente en la memoria cultural pop». Powers añadió que «Desde sus primeros momentos, las demandas de canciones sean legendarias».
VH1 nombró a «Vision of Love» como la decimocuarta mejor canción de la década de 1990. About.com la clasificó en el cuarto lugar de su lista de los mejores éxitos pop de 1990 y la vigésimo octava de sus 100 mejores canciones pop de la lista de los años 90. Entertainment Weekly la incluyó en su lista de las diez grandes canciones de karaoke como un tema áspero para cantar, y dijo que nadie podría hacerlo como Carey lo hace, sin embargo «puede parecer un reto divertido». Y terminó diciendo, que no puedes conquistar a «Vision of Love», pero la canción puede a ti. La escritora Elysa Gardner de USA Today eligió a la canción como uno de los temas más interesantes, diciendo que es todavía la mejor canción de Mariah. La cantante de R&B Beyoncé dijo que ella comenzó a hacer «carreras» vocales después de escuchar «Vision of Love» por primera vez. De igual forma, la cantante de pop Christina Aguilera citó a la canción y a Carey como grandes influencias en su carrera de cantante. En una entrevista durante las primeras etapas de su carrera, Aguilera dijo «totalmente he buscado a Mariah desde que "Vision of Love" salió».

## Vídeo musical

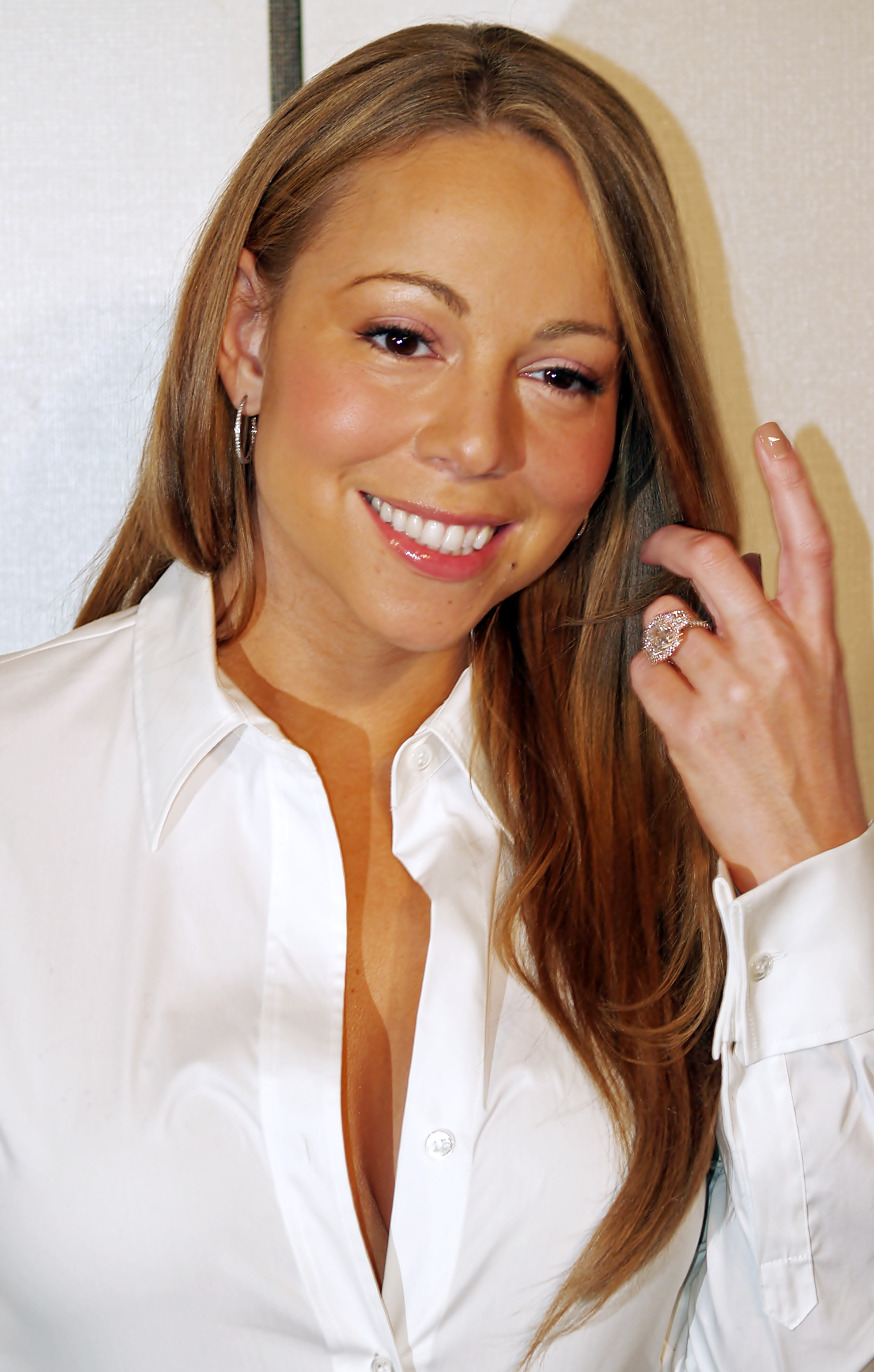
De acuerdo con Nickson, las escenas en donde Carey miraba por la ventana y el sol resplandecía en su cara eran los mementos en que la oración de Carey a Dios era «evidente».

### Antecedentes
Luego de terminar de grabar todo el álbum, Sony contrató a Bojan Bazelli para dirigir el vídeo musical de «Vision of Love». Después de filmar la primera versión del vídeo, los ejecutivos de la disquera sintieron que el resultado era malísimo en comparación con la calidad de la música. Ellos desecharon el primer vídeo y lo volvieron a grabar, cambiando la trama, el paisaje y las imágenes. Después de que se supo de los dos vídeos, un empleado de Sony habló con la prensa sobre Carey, diciendo cómo «el trato especial realmente le molesta» a él. Sintió que trataron a Carey de manera diferente de lo que sería con otro artista bajo el sello, y que ella se vía como una prioridad más alta. También afirmó que Carey fue la razón por la que refilmado: «ellos gastaron $ 200 000 en un vídeo y a Mariah no le gustó. No es gran cosa». Otro empleado calculó que la discográfica pagó aproximadamente $ 450 000 en los dos vídeos musicales. Después se hicieron los informes, Don Ienner, el presidente de Sony en ese entonces, refutó las afirmaciones, que calificó como «chorrada total», aunque admitió: «Si vamos a tomar el tiempo y esfuerzo que hicimos con Mariah, en todos los niveles, a continuación, vamos a su imagen de la manera correcta. Si cuesta un par de dólares para hacer un chapoteo en términos de la proyección de imagen a la derecha, seguir adelante y hacerlo».

### Sinopsis
El vídeo se desarrolla en una gran sala de catedral, con grandes escaleras de caracol en cada lado. A lo largo del video, el paisaje cambia varias veces de un día nublado y soleado, con una puesta de sol radiante. Estos cambios de tiempo son vistos a través de una gran ventana tallada en la catedral. El vídeo comienza con Carey con su pelo de en largos rizos dorados, y ella llevaba un jumper negro. Ella se sienta en la gran repisa de la ventana, mirando a los diferentes colores en el cielo. A medida que el vídeo avanza, Carey se une a un pequeño perro negro, que la acompaña mientras medita en la gran escalera. Después de la segunda estrofa de la canción, un gran micrófono se ve en el centro de la sala, donde escenas de Carey cantando y de pie en la repisa de la ventana aparecen intercaladas. Las últimas escenas muestran a Carey mirando hacia fuera en el prado, sonriendo. Según el autor Chris Nickson, durante las escenas en donde Carey ve por la ventana es «evidente» que ella está orando a Dios y conectándose con su creador. En su opinión, junto letra de la canción de la fe y la oración, los momentos del vídeo cuando Carey meditaba realmente «iban de la mano».

## Presentaciones en vivo
Carey interpretó "Vision of Love" en varios programas de televisión en vivo y entregas de premios, tanto en Estados Unidos como en Europa. La primera presentación fue en The Arsenio Hall Show, donde fue acompañada por Billie T. Scott Ensemble, un trío de vocalistas masculinos. Además, interpretó la canción durante una comparecencia televisada en el TATU Club de Nueva York, donde también cantó una versión en vivo de "Don't Play That Song (You Lied)" de Ben E. King. Como parte de una serie de segmentos en directo y una entrevista, Carey apareció en Good Morning America en julio de 1990, donde dio un concierto en vivo. La cantante también presentó el tema en  Saturday Night Live, The Oprah Winfrey Show, The Tonight Show Starring Johnny Carson y los Premios Grammy de 1991. En Europa, Carey interpretó «Vision of Love» en Wogan en el Reino Unido, y Avis de Recherche y Le Monde Est A Vous en Francia. En julio de 1993, Carey grabó un concierto en vivo en el teatro de Proctor, que incluía "Vision of Love" en la lista de canciones. Fue grabado y lanzado como Here is Mariah Carey en diciembre de 1993. Además, la canción fue parte del concierto BET's Blueprint, donde Carey apareció en marzo de 2005.
"Vision of Love" también fue interpretado en gran parte de las giras de Carey, haciendo su debut en su Music Box Tour (1993), su primera gira en Estados Unidos. Para las presentaciones de la canción, Carey se puso un gran abrigo negro, con pantalones del mismo color y botas de cuero. Ella estaba acompañada por Trey Lorenz, Melonie Daniels y Kelly Price. En su segunda gira, Daydream World Tour (1996), Carey una vez incluyó la canción en el set-list de la gira. Durante sus conciertos en el Tokyo Dome en Japón, Carey se puso un vestido negro largo, con cabello alisado y una diadema. Para la etapa europea de la gira, Carey lució un vestido largo y blanco, y sus coristas la acompañaban. Carey incluyó la canción en su lista de canciones del Butterfly World Tour (1998), donde una vez más contó con el mismo trío de cantantes de apoyo. Para los conciertos, ella se puso un mini-vestido beige y con un largo cabello dorado y ondulado. Adicionalmente, llevaba un suéter de color crema de manga larga a juego con unas sandalias de tacón alto. "Vision of Love" fue incluida en el Rainbow World Tour en 2000, así como el Charmbracelet World Tour en 2003-2004. Durante The Adventures of Mimi Tour en 2006, Carey interpretó la canción en fechas selectas selectos. Para las actuaciones de la canción, ella se puso un vestido largo de cóctel de color amarillo y unos zapatos Christian Louboutin negros. Una vez más Lorenz apareció en el escenario, sin embargo, con la adición de dos cantantes de respaldo diferentes, MaryAnn y Sherry Tatum.
Luego de The Adventures Of Mimi Tour en 2006, Carey no interpretó la canción hasta 2013, cuando fue incluida en un medley con otros temas durante la final de American Idol. Posteriormente, "Vision of Love" fue incluida en fechas seleccionadas de sus giras: The Elusive Chanteuse Show (2014), The Sweet Sweet Fantasy Tour (2016) y Caution World Tour (2019).
"Vision of Love" fue incluido en su residencia en Las Vegas "#1 to Infinity" (2015-2017), así también como en su siguiente residencia "The Butterfly Returns" (2018).

## Formatos y lista de canciones
| - Disco de vinilo de 7" 1. «Vision of Love» 2. Extractos de «Prisoner»/«All in Your Mind»/«Someday» - Disco de vinilo de 7 — Reino Unido 1. «Vision of Love» 2. «Sent from Up Above» | - Maxi sencillo — Reino Unido 1. «Vision of Love» 2. «Sent from Up Above» 3. Extractos de «Prisoner»/«All in Your Mind»/«Someday» |

## Créditos y personal
Créditos tomados desde la notas de álbum de Mariah Carey.
- Composición – Mariah Carey, Ben Margulies
- Producción – Rhett Lawrence, Narada Michael Walden
- Instrumentación – Rhett Lawrence, Jimmy Ripp
- Grabación – Rhett Lawrence
- Ingeniería de sonido – Narada Michael Walden
- Corista – Mariah Carey
- Programación – Ben Margulies, Marcus Miller, Ren Klyce
- Mezcla – Rhett Lawrence, Narada Michael Walden

## Posicionamiento en listas
| Lista (1990)                           | Mejor posición |
| -------------------------------------- | -------------- |
| Alemania (Offizielle Deutsche Charts)  | 17             |
| Australia (ARIA)                       | 9              |
| Canadá (RPM)                           | 1              |
| Estados Unidos (Billboard Hot 100)     | 1 (4 semanas)  |
| Estados Unidos (Hot R&B/Hip-Hop Songs) | 1              |
| Estados Unidos (Adult Contemporary)    | 1              |
| Francia (SNEP)                         | 25             |
| Nueva Zelanda (Recorded Music NZ)      | 1              |
| Países Bajos (Mega Single Top 100)     | 8              |
| Reino Unido (UK Singles Chart)         | 9              |
| Suecia (Sverigetopplistan)             | 17             |
| Suiza (Schweizer Hitparade)            | 24             |

| Lista (1990)                        | Mejor posición |
| ----------------------------------- | -------------- |
| Canadá (RPM)                        | 8              |
| Estados Unidos (Billboard Hot 100)  | 6              |
| Estados Unidos (Adult Contemporary) | 5              |
| Países Bajos (Mega Single Top 100)  | 72             |

| Lista (1990-1999)                  | Mejor posición |
| ---------------------------------- | -------------- |
| Estados Unidos (Billboard Hot 100) | 91             |

## Certificaciones
| País           | Organismo Certificador | Certificación | Ventas certificadas | Ref.   |
| -------------- | ---------------------- | ------------- | ------------------- | ------ |
| Estados Unidos | RIAA                   | Platino       | 1 000               | [ 53 ] |